# Songfestival Azerbaijan
Songfestival Azerbaijan se estableció el 8 de mayo de 2019. En los primeros años de su existencia, logró convertirse en un importante blog de fans de Eurovisión y atraer la atención de los fans de Eurovisión. El blog proporciona noticias oficiales y precisas a los espectadores locales y extranjeros de todo el país para mantener su amor por Eurovisión .
Songfestival Azerbaijan
Songfestival Azerbaijan también recibió entrevistas de conocidas personalidades azerbaiyanas como Samira Efendi, Eldar Gasimov, Nadir Rustamli .
Songfestival Azerbaijan también tiene acreditaciones oficiales para el Festival de la Canción de Eurovisión todos los años.
- Datos: Q111015142